# Семейство Фокеи
Семейство Фокеи — это небольшая группа астероидов главного пояса, орбиты которых имеют большие полуоси, лежащие в промежутке от 2,25 до 2,5 а. е. и эксцентриситет более 0,1. Семейство получило название в честь самого массивного своего представителя астероида (25) Фокея.

## Крупнейшие астероиды этого семейства
| Имя        | Диаметр | Большая полуось | Наклонение орбиты | Эксцентриситет орбиты | Год открытия |
| ---------- | ------- | --------------- | ----------------- | --------------------- | ------------ |
| (25) Фокея | 75,1 км | 2,400 а. е.     | 21.584 °          | 0,255                 | 1853         |